# Вінер Леонід Леонідович
Вінер Леонід Леонідович (1922–1944) — Герой Радянського Союзу.

## Життєпис
Народився 4 березня 1922 року в місті Херсоні в робітничій сім'ї. Українець.
Жив і навчався в Херсоні: спочатку закінчив школу № 6, потім в 1937 році третє ремісниче училище, отримав спеціальність токаря. Працював за фахом на заводі.
У серпні 1941 року був призваний до лав Червоної Армії Херсонським райвійськкоматом. У діючій армії з березня 1942 року, воював на Північному Кавказі. Потім з жовтня 1943 року бився на 1-му Прибалтійському фронті. До літа 1944 року гвардії старший сержант Вінер — командир відділення автоматників 34-ї гвардійської окремої танкової бригади.
Відзначився в боях при форсуванні річки Західна Двіна.24 червня 1944 відділення під командуванням гвардії старшого сержанта Вінера першим форсувала річку Західна Двіна у села Миколаєве (Шумлянський район Вітебської області). Бійці сміливо вступили в бій на лівому березі річки, виявляючи систему вогню противника.
Загинув у бою. Похований у селі Ілів Шумлянський району. Але по донесенню про безповоротні втрати «убитий і тонув при переправі через річку Західна Двіна».

## Нагороди
Указом Президії Верховної Ради СРСР від 22 липня 1944 року за зразкове виконання бойових завдань командування на фронті боротьби з німецько-фашистськими загарбниками і проявлені при цьому мужність і героїзм гвардії старшому сержанту Вінеру Леоніду Леонідовичу присвоєно звання Героя Радянського Союзу посмертно.

## Вшанування пам'яті
Ім'ям Героя названа вулиця в місті Херсон (у Північному селищі). На будівлях школи № 6 і міського профтехучилища № 1 (колишнє ремісниче училище № 3) встановлено меморіальні дошки.